# 子宮內膜
子宮內膜（endometrium）是哺乳动物子宫內側的上皮組織層以及其黏膜層。子宮內膜可分為基底層（basal layer）及機能層（functional layer），其機能層會在月經週期或是動情週期增厚，若沒有受精卵著床，變厚的內膜會脫落，即為月經。若有受精卵著床，妊娠期間的子宮內膜血管會變多且變粗，腺體也會增加，最後血管互相聯繫融合形成胎盤，提供胚胎及胎兒需要的氧氣及營養。目前已在子宮及子宮內膜識別到共生菌群的存在。

## 結構

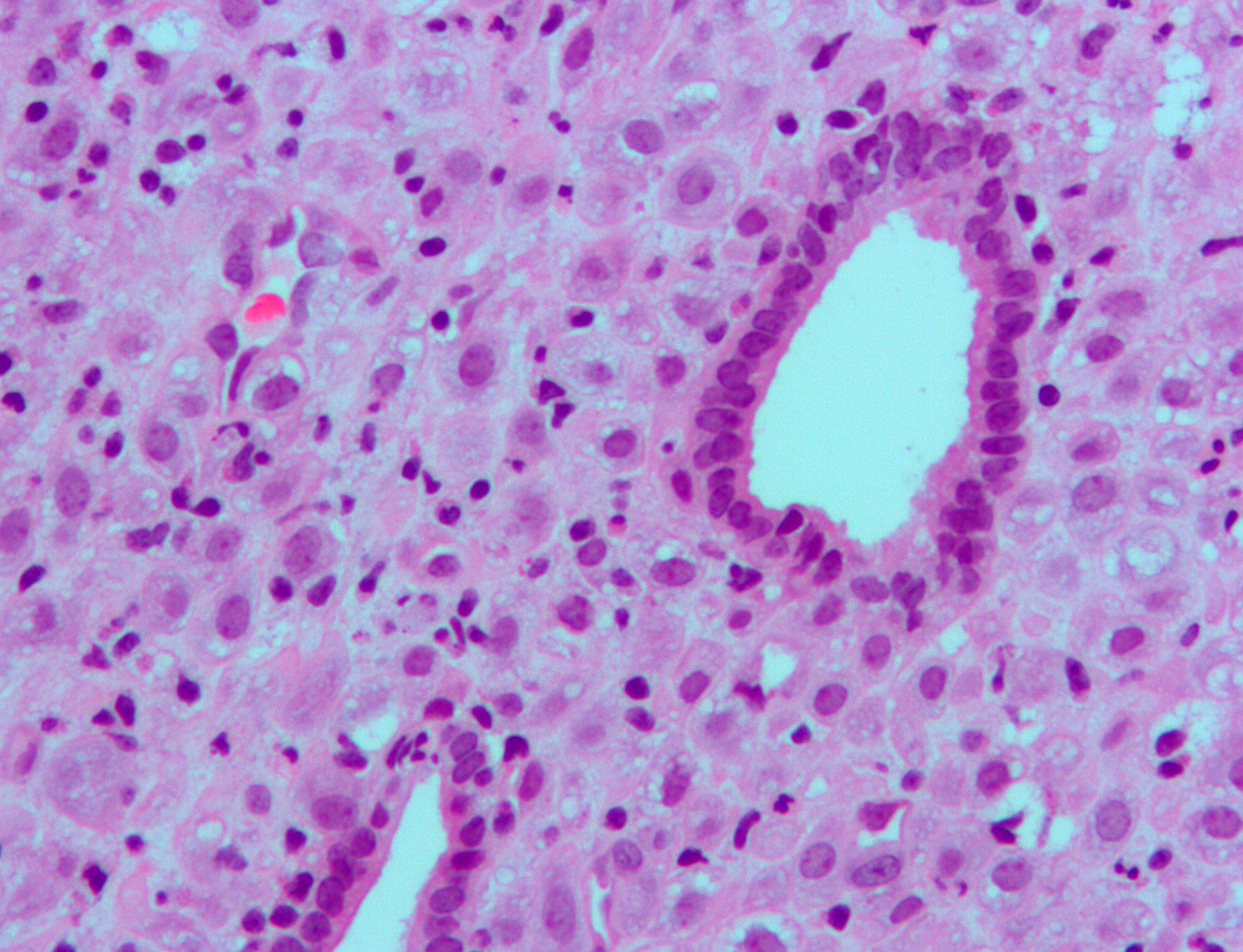
因為外源性孕酮（避孕药）出現蛻膜化子宮內膜的高放大倍率顯微照相，利用苏木精-伊红染色

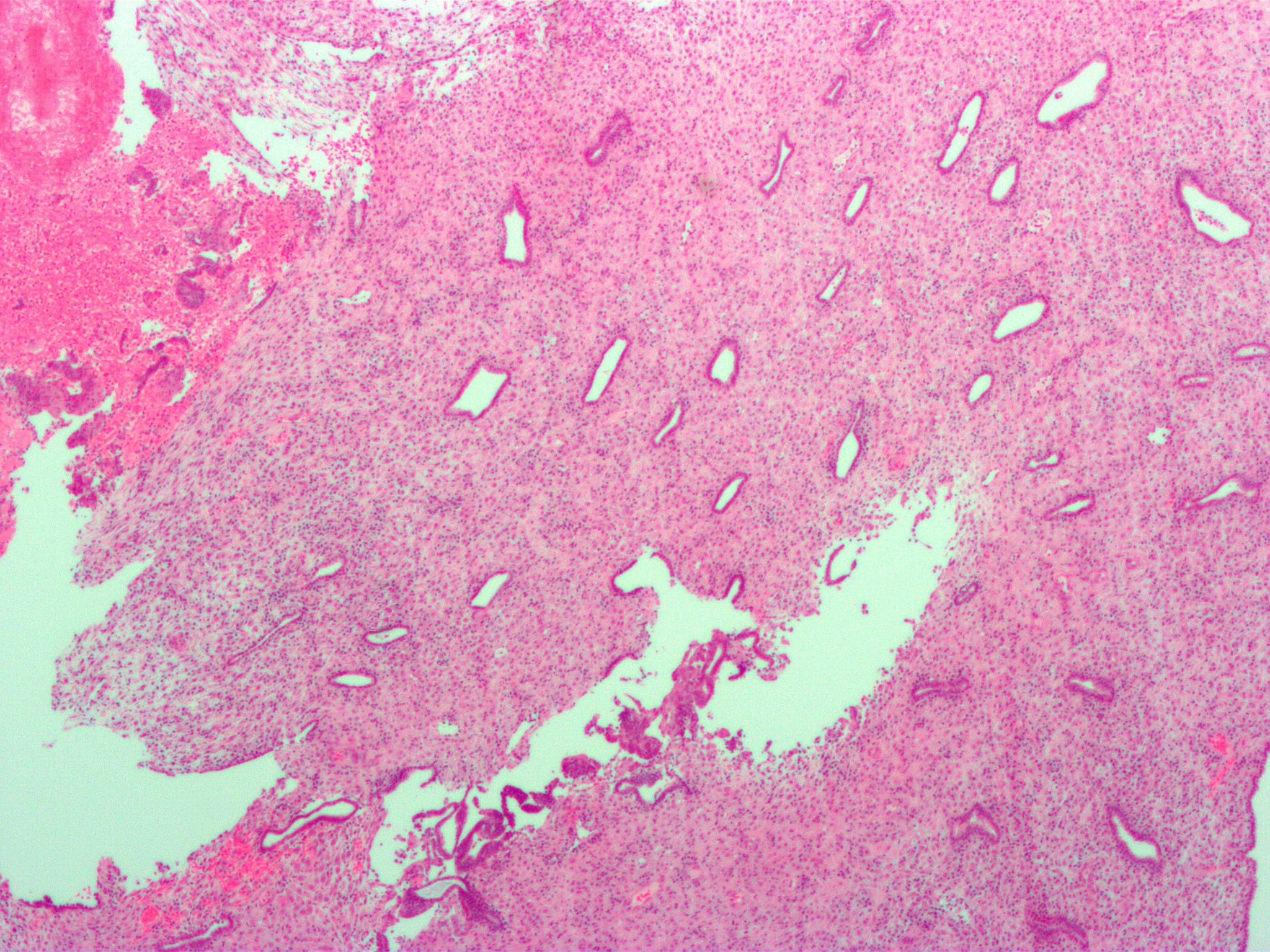
蛻膜化子宮內膜的低放大倍率顯微照相，利用苏木精-伊红染色

子宮內膜包括一層的柱狀上皮以及柱狀上皮以下的基質。基質是一層结缔组织，其厚度會依激素的多寡而變化。简单的管状子宫腺從基質的底部延伸到子宮內膜的表面，也有螺旋動脈讓血液可以流通。在女性生殖年齡時，子宮內膜中可以識別出不同的兩層，分別是機能層及基底層。只有在子宮腔的內層存在這兩層，輸卵管內膜的內層沒有這様的結構：
- 機能層（functional layer）鄰近子宮腔。機能層在月經週期的第一階段（卵泡期）成長，其增殖是由雌激素所引發，而在黃體期分泌的黃體酮會讓機能層產生變化，讓子宮內膜成為適合胚胎著床及發育的環境，月經週期的最後，如果沒有孕激素维持下，供應機能層血液的動脈會漸漸收縮，因此機能層細胞會因缺血而死亡，最後脱落排出，即為月經。
- 基底層（basal layer）貼近子宫肌层，在機能層的下方，在月經週期中的任何階段都不會脱落，機能層也是在基底層以上發展。

可以透過觀察子宮內膜的組織學差異，來判斷目前是在月經週期中的哪個階段：
| 階段             | 天數  | 子宮內膜 | 子宫内膜上皮               |
| ---------------- | ----- | -------- | -------------------------- |
| 月經             | 1–5   | 薄       | 沒有                       |
| 卵泡期（增殖期） | 5–14  | 介於中間 | 柱狀                       |
| 黃體期（分泌期） | 15–27 | 厚       | 柱狀，可以看到子宮弓形血管 |
| 缺血期           | 27–28 |          | 柱狀，可以看到子宮弓形血管 |

## 功能
子宮內膜是最內層的內腺層，是子宮的內裡層，防止子宫中相對位置的子宫肌层互相黏粘，因此可以讓子宮腔維持通暢。在月經週期或動情週期時，子宮內膜會變厚，成長為有許多血管的腺體組織層，這是囊胚到達子宮後，最適合着床的環境。子宮內膜可以用超音波掃描儀檢測到，平均厚度為6.7 mm。
子宮內膜在妊娠時其腺體及血管都會變多，直徑也會變粗。血管之間會互相融合，相互聯繫，最後形成胎盤，提供胚胎及胎兒所需的氧氣及營養。

### 週期

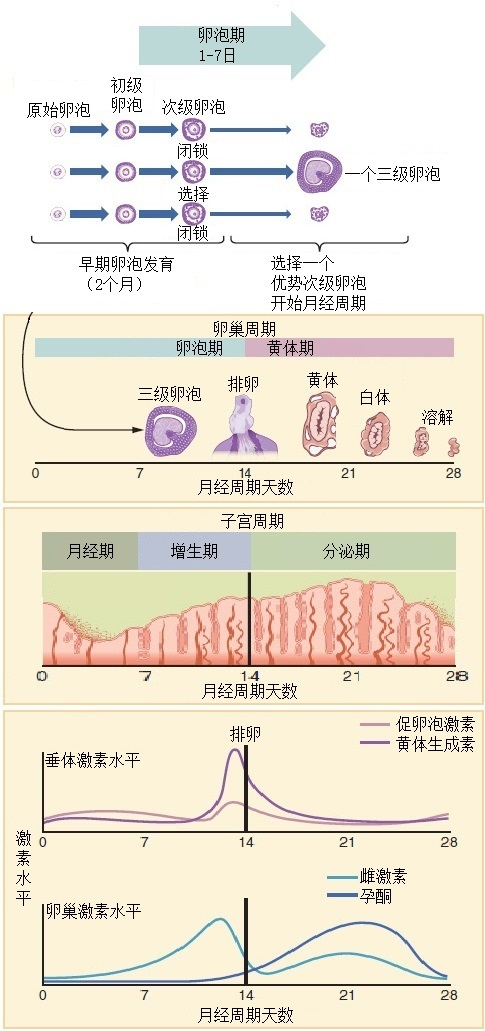
月經週期與相關激素的關聯圖，其中有繪出子宮內膜的週期性變化。

子宮內膜會有週期性的增厚及脫落。人類和其他人科動物（例如猩猩）會有月經週期，其他大部份的哺乳類則會有動情週期。這二種情形下，子宮內膜都會因為雌激素的影響而變厚，不過一旦排卵之後，卵巢會分泌雌激素以及孕酮。這會改變子宮內膜增厚的機制，會讓衬裡較多的分泌物，成為適合囊胚著床的環境。
若受精卵沒有著床，子宮內膜會脫落（月經週期）或是被吸收（動情週期）。若是月經週期的動物，子宮內膜脫落時會包括內膜功能層的破裂、小型结缔血管的撕裂、最後組織及血液由陰道流出，稱為月經。月經排出的過程會需要幾天，中間也會伴隨子宮的收縮，有助於排出增厚的子宫内膜。
若卵子受精形成受精卵後，會在子宮壁著床，並分泌人绒毛膜促性腺激素（HCG）作為給人體的回授。受精卵會在懷孕過程中持續的分泌HCG，使人體中分泌孕酮及雌激素的黄体可以持續存在一段時間。此時子宮內膜不會被吸收也不會脫落，而會形成蛻膜。蛻膜會形成胎盤的一部份，支持及保護受精卵的成長。
若因為缺乏激素，使得的子宮內膜受到的刺激不足，子宮內膜會維持很薄且沒有活性。對人類而言，會出現閉經，也就是沒有月經的情形。在更年期後，子宮內膜也會萎缩。相反的，若子宮內膜長期暴露在雌激素的刺激下（而沒有孕酮的刺激），子宮內膜可能會增生。長期服用口服避孕药与高效黄体制剂也會造成子宮內膜的萎縮。
人類子宮內膜的增厚及脫落週期大約會是28天，其他哺乳動物子宮內膜有不同變化的週期。子宮內膜的生長也可能受到季節、氣候、壓力所影響。子宮內膜本身也會在不同階段分泌不同的激素，影響生殖系统中的其他器官。

## 臨床意義
胚胎的絨毛膜組織可能導致子宮內膜的顯著變化，稱為阿斯反应，其外觀類似於癌症。以往這類的變化會診斷為子宫内膜癌，因此此部份重要的是不應將此變化誤診為癌症。
- 子宫腺肌病是指子宮內膜的成長侵入子宮的肌肉層（子宫肌层）中[9]。
- 子宮內膜異位症是指內膜出現在子宮以外的部位[10]。
- 子宮內膜增生症是指子宮內膜的過度增殖[11]。
- 子宫内膜癌也稱為子宮體癌，其病因是由於細胞異常的生長，並且具備了能夠侵襲或擴散到身體其他部位的能力[12]，常見的症狀便是非經期子宮出血[13]。
- 阿舍曼綜合徵（英语：Asherman's syndrome）也稱為子宮內粘連，是指子宮內膜的基底層受到器械的損害（例如子宮擴刮術（英语：Dilation and curettage）[14]或是感染（例如子宮內膜结核病），導致子宮內膜硬化和形成粘連，閉塞部份或是全部的子宮腔。

子宮內膜過薄（Thin endometrium）定義為子宮內膜厚度小於8 mm。一般是在更年期後出現。可以增加子宮內膜的治療方式包括维生素E、精氨酸及西地那非檸檬酸鹽。
利用cDNA微陣列的基因表达谱可以用來診斷子宮內膜的疾病，歐洲女性和男性更年期協會（EMAS）提出了有關評估子宮內膜詳細資訊的指南。

### 胚胎植入

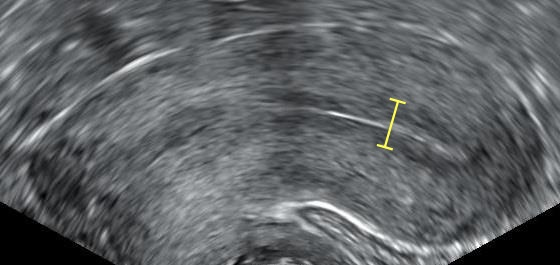
子宮內膜的三條白線（Triple-line）

在進行生育醫學（例如體外人工受精）時，會用陰道超聲檢查觀察子宮內膜的情形。在胚胎植入時，子宮內膜的厚度最好是在7至14mm之間，而且是有三條白線（Triple-line）的情形，表示子宮內膜中間含有高迴聲（hyperechoic）帶（會是較亮的顏色），而其兩側有低迴聲（hypoechoic）帶（會是較暗的顏色）。三條白線表示子宮內膜中基底层和功能层的分离，在雌二醇上昇後的子宮週期中也會看到，會在排卵後消失。

## 菌群
以往曾認為子宮內膜是無菌的，不過後來發現健康的子宮內膜中也有常居的非致病微生物。因此子宮及其组织不是在滅菌條件下。
最早有關子宮內膜中人類微生物群系的研究是在2015年出版，當時是針對特殊的群體進行分析，而且樣本數太少，無法推廣到一般情形。在一個針對58名進行子宮切除術婦女所進行的研究中，發現了十二種細菌，最常見的是乳桿菌（Lactobacillus）和普雷沃氏菌（Prevotella），其密度較陰道中的菌種要低很多。在另外針對22名因不孕症接受輔助生殖女性的研究中，最常見的是乳桿菌和黃桿菌（Flavobacterium），沒有生育婦女和已生育婦女的菌群特性大致類似。

## 圖集

人類胚胎發生（英语：human embryogenesis）的初始階段
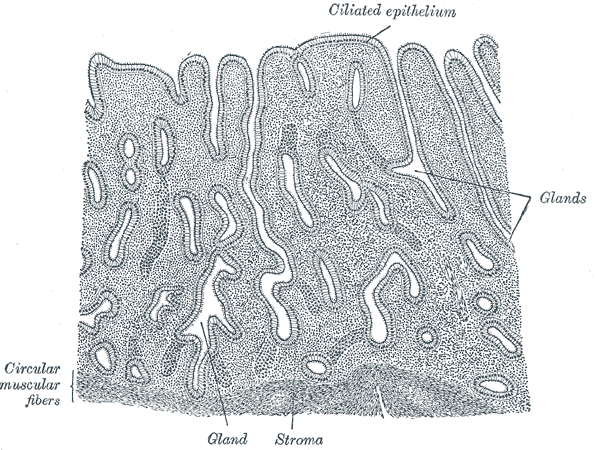
人类子宫內膜纵剖面。
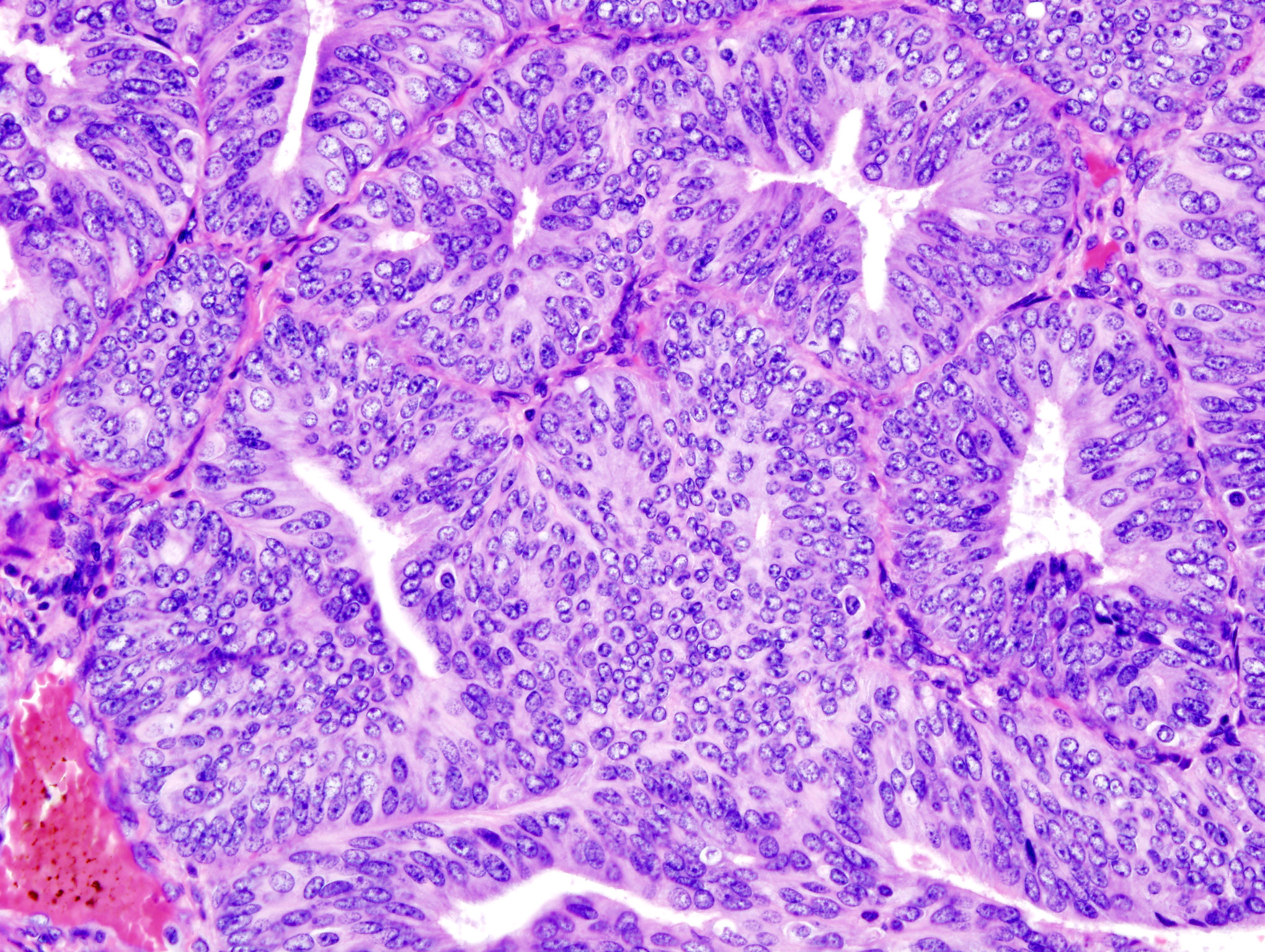
活检下的子宫内膜样腺癌，H＆E染色
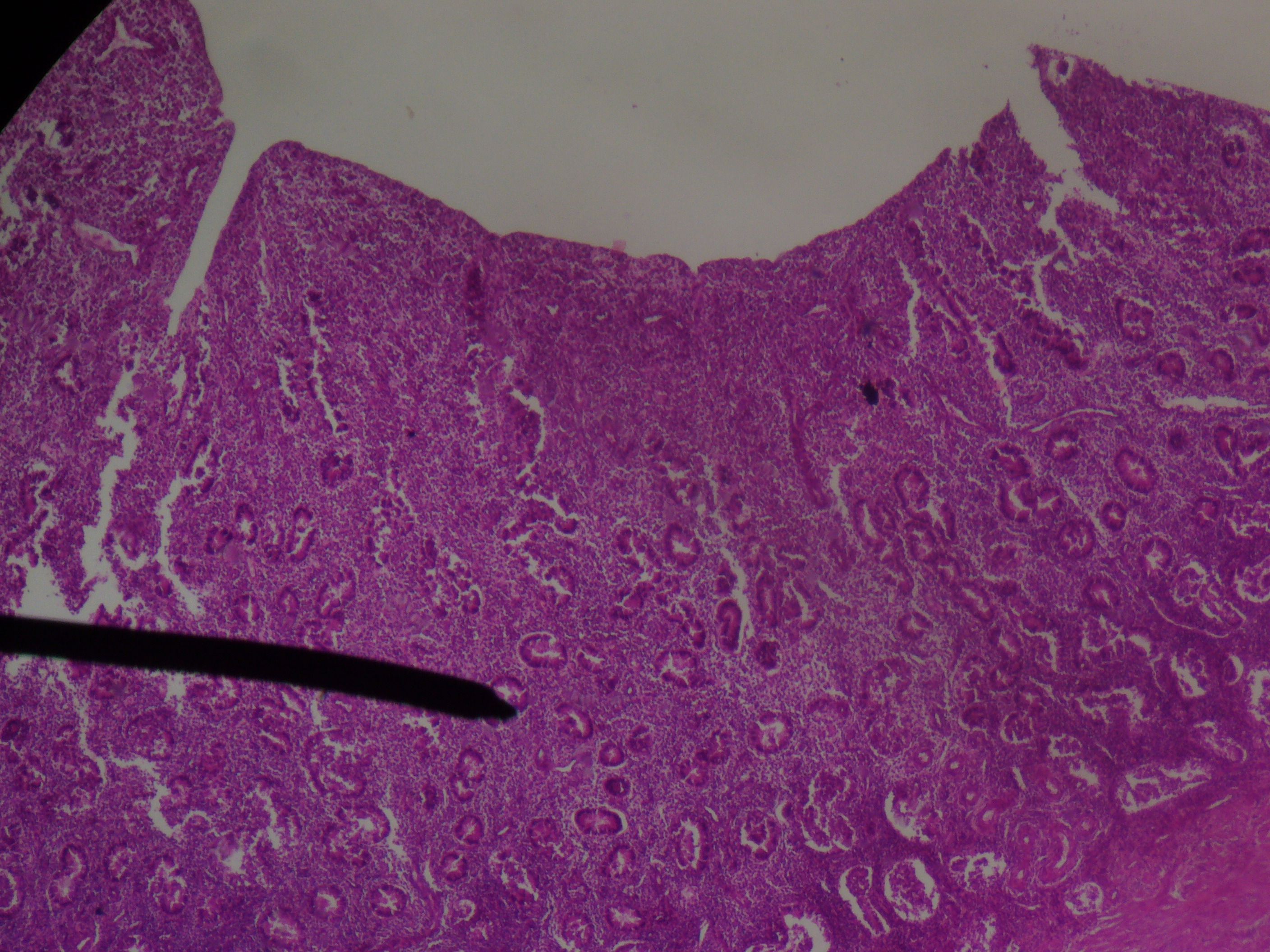
子宫内膜的显微照片
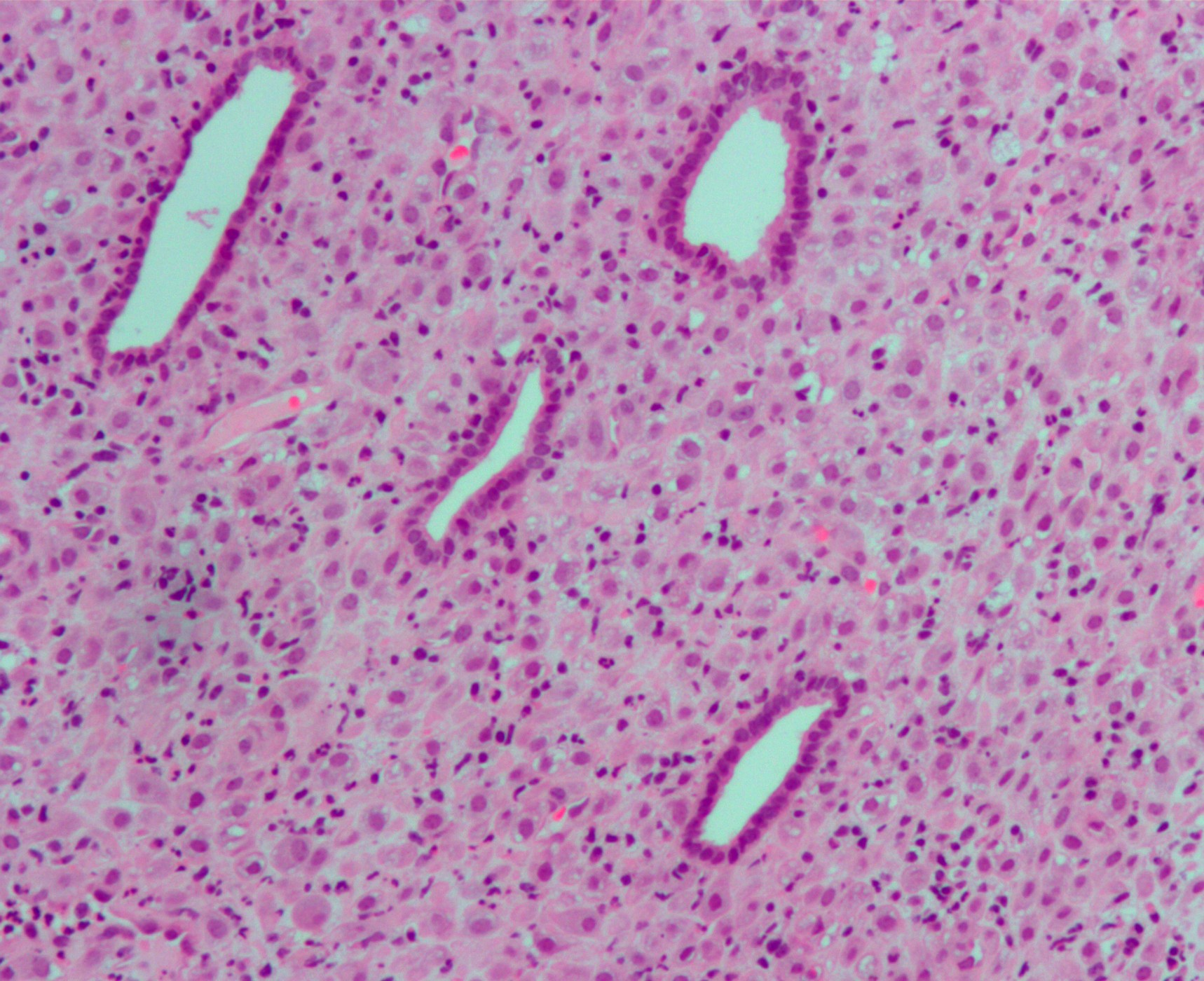
由外源性孕酮引起的蜕膜性子宫内膜的显微照片，H＆E染色。
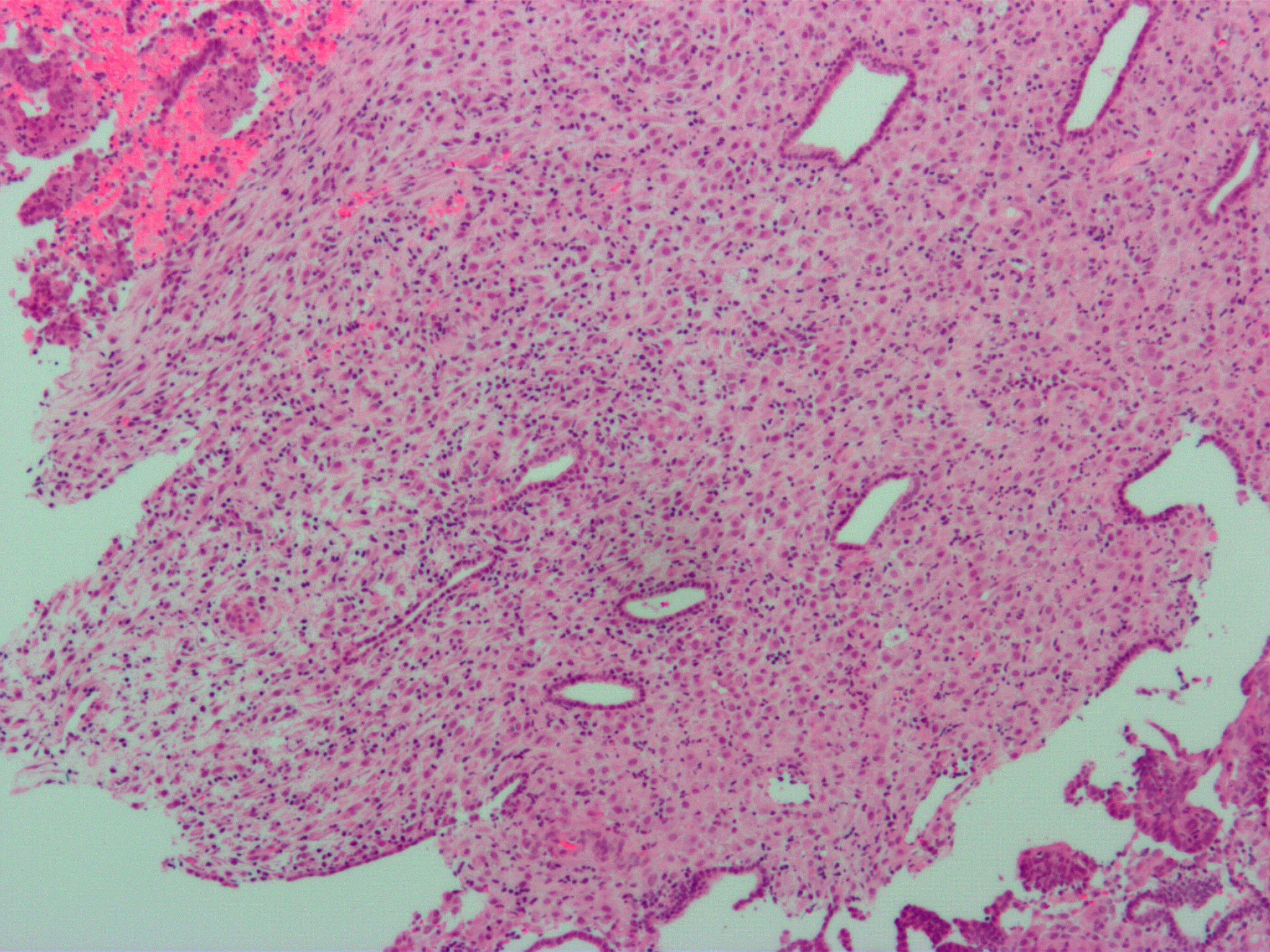
由外源性孕酮引起的蜕膜性子宫内膜的显微照片，H＆E染色。
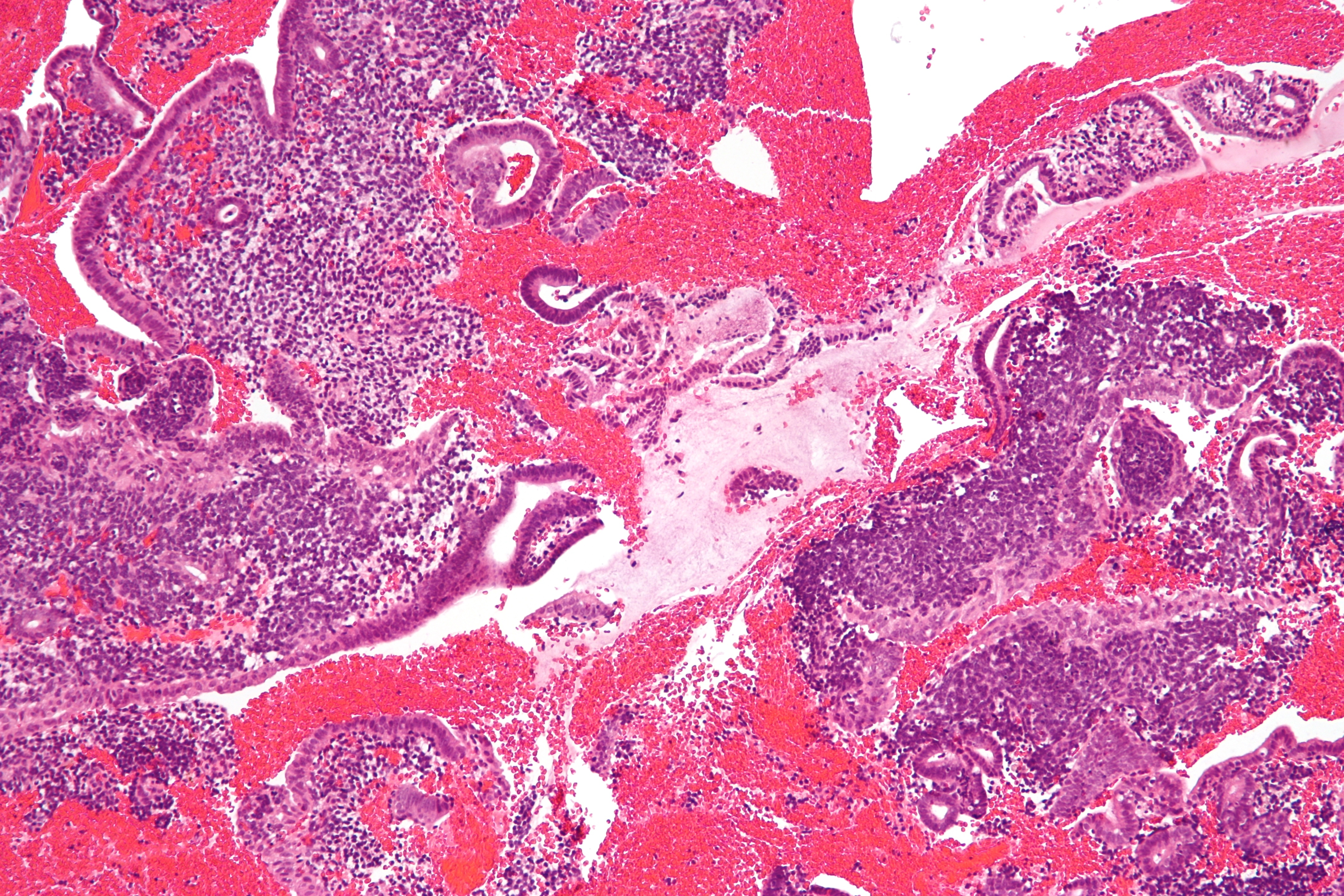
经期子宫内膜显微照片可见基质细胞凝聚。

## 外部連結
- Anatomy figure: 43:05-15 at Human Anatomy Online, SUNY Downstate Medical Center - "The uterus, uterine tubes and ovary with associated structures."
- Histology image: 18902loa – 波士顿大学的组织学学习系统 - "Female Reproductive System  uterus, endometrium"
- Swiss embryology (from University of Lausanne, University of Berne, and University of Fribourg) gnidation/role02（页面存档备份，存于）
- Histology image: 20_01 at the University of Oklahoma Health Sciences Center
- Histology at utah.edu. Slide is proliferative phase - click forward to see secretory phase